# Estany natiu
L' estany natiu és un mineral de la classe dels elements natius.

## Característiques
L'estany natiu és l'ocurrència natural de l'estany, amb fórmula química Sn. Cristal·litza en el sistema tetragonal. Es troba en forma de grans metàl·lics grisencs i palletes de fons a 1 cm. La seva duresa a l'escala de Mohs es troba entre 1,5 i 2.
Segons la classificació de Nickel-Strunz, l'estany natiu pertany a «01.AC - Metalls i aliatges de metalls, família indi-estany» juntament amb els següents minerals: indi, eta-bronze, sorosita i yuanjiangita, així com d'una altra espècie encara sense nom definitiu.

## Formació i jaciments
És rar, es pot trobar en alguns placers, en tubs de kimberlita o en el fons oceànic. Sol trobar-se associada a altres minerals com: platí, iridosmina, or, coure, sorosita o cassiterita. La seva localitat tipus es troba al riu Miass, a Txeliàbinsk (Rússia), tot i que se n'ha trobat a molts altres indrets.